# Государственный малый симфонический оркестр
Государственный малый симфонический оркестр — оркестр, существовавший в 1985—2004 годах. Также известен под названиями Малый государственный симфонический оркестр СССР (в советское время) и Государственный симфонический оркестр под управлением Владимира Понькина (с 1995 года).
Оркестр основал в 1985 году Юрий Симонов, в том же году покинувший пост главного дирижёра Большого театра. В 1989 году в результате конфликта с оркестром Симонов оставил оркестр. Главным дирижёром на короткое время (1989—1990) стал Василий Синайский.
С 1990 по 2004 пост главного дирижёра оркестра занимал Владимир Понькин. В 1995 году коллектив был переименован в Государственный симфонический оркестр под управлением Владимира Понькина.
Далее следы существования оркестра теряются.
Записей осуществлено относительно немного, среди них произведения Джузеппе Верди, Сергея Прокофьева, С. В. Рахманинова и др.
Не следует путать с Малым симфоническим оркестром Всесоюзного радио, которыми дирижировали Александр Гаук, Алексей Ковалёв и другие.